# Aspila posttriphaena
Aspila posttriphaena är en fjärilsart som beskrevs av Rothschild 1924. Aspila posttriphaena ingår i släktet Aspila och familjen nattflyn. Inga underarter finns listade i Catalogue of Life.